# Eddie Bert
Eddie Bert, de son vrai nom Edward Joseph Bertolatus, né le 16 mai 1922 à Yonkers dans  l'État de New York et mort le 28 septembre 2012 à Danbury dans le Connecticut, est un tromboniste de jazz américain.

## Biographie
Eddie Bert apprend le trombone, de façon informelle, avec Benny Morton, musicien du Count Basie Orchestra. En 1940, à l'âge de 18 ans, il honore son premier engagement professionnel dans l'orchestre de Sam Donahue. En 1942, il joue dans la formation de Red Norvo avec qui il enregistre. Il joue ensuite dans les big bands de Charlie Barnet et Woody Herman. Après-guerre, il est dans les orchestres de Benny Goodman, à nouveau Herman et Stan Kenton.
À partir des années 1950, il enregistre sous son nom  à la tête de petites formations. En 1959, il fait partie du grand orchestre de Thelonious Monk qui se produit en concert au Town Hall de New York. Il travaille en studio, avant de faire partie du Thad Jones/Mel Lewis Orchestra. Il reste actif jusqu'à la fin des années 1990.

## Discographie partielle

### Comme leader
- 1955 : Let's Dig Bert, Trans-World Records TWLP-208

### Comme Sideman
- 1955 : Bobby Scott : The Compositions of Bobby Scott, Bethlehem Records BCP-8
- 1956 : Frank Socolow's Sextet : Sounds By Socolow, Bethlehem Records BCP-70

## Sources
- Scott Yanow, courte biographie sur le site Allmusic.com.
- Peter Keepnews, 2012, Rubrique nécrologique, The New York Times.